# Буондельмонти, Кристофоро
Кристофоро Буондельмонти (итал. Cristoforo Buondelmonti, 1386, Флоренция — ок. 1430) — флорентийский монах и путешественник эпохи раннего Возрождения, автор трудов по географии Греции и Византии.

## Биография
Родился в 1386 году в знатной флорентийской семье. Изучал греческий у Гуарино да Верона, получил гуманистическое образование у Никколо Никколи. Большинство итальянских учёных в вопросах греческой географии довольствовались «Географией» Птолемея, однако Кристофо Буондельмонти решил самостоятельно исследовать острова Греции. После отъезда из Флоренции в 1414 году, базируясь на Родосе, путешествовал по островам Эгейского и Средиземного морей. Свои путевые заметки отправил Джордано Орсини. В 1420-х гг. посетил Константинополь.
Результатом его 7-летнего путешествия стали два историко-географических труда «Описание острова Крита» (итал. Descriptio insulae Cretae, 1417 год) и «Книга островов в архипелаге» (Liber insularum Archipelagi, 1422 год). Эти книги содержат актуальные схемы и географические данные того времени, а также рекомендации по мореходству. В Liber insularum Archipelagi приведена самая старая из сохранившихся карт Константинополя, которая также является единственной известной картой города до завоевания его турками в 1453 году. На данный момент карта находится в Национальной библиотеке Франции.
Умер примерно в 1430 году, скорее всего в Греции.